# Chanh đỏ
Chanh máu (hoặc 'chanh máu châu Phi') là một giống chanh lai phát triển vào khoảng năm 1990 như một phần của dự án CSIRO để cho ra giống cây trồng có múi chịu mặn.
Chanh máu là giống lai giữa chanh ngón tay đỏ (Citrus australasica var. Sanguinea) và 'quýt Ellendale'. Ellendale là một giống cam/quýt ngọt.
Các thương vụ đầu tiên xuất hiện tại các thị trường ở Úc vào tháng 7 năm 2004 và đang được xem xét để xuất khẩu.
Chanh máu nhỏ hơn hầu hết các loại chanh ta, khoảng 4 cm chiều dài và 2 cm đường kính, và có phần ngọt hơn chanh thường. Nó có hình quả trứng vào mùa đông. Thịt bên trong của chanh máu gồm các múi màu đỏ-cam. Vỏ có thể ăn được, nó chủ yếu có màu đỏ hoặc đỏ tía, nhưng đôi khi cũng có màu xanh như chanh thường.
Tại Úc, mùa diễn ra vào tháng 6 đến tháng 8 và sau đó có thể thu hoạch vào tháng 10. Mùi thơm có vẻ yếu hơn một chút so với các loại chanh thông thường, vị rất chua và thường được dùng để làm nước chấm, làm mứt, đồ uống hoặc dùng để trang trí. Thân cây có kích thước vừa phải, có gai, có thể trồng làm cảnh.